# Затока Терпіння
Затока Терпі́ння (рос. Залив Терпения) — затока Охотського моря у середній частині східного берега острова Сахаліну. Зі сходу частково обмежена вузьким, місцями не ширше 1,5 км півостровом Терпіння. Довжина 65 км, ширина близько 130 км, глибина до 50 м. У затоку впадає річка Поронай. Порт — Поронайськ. Відкрита й названа у 1643 році голандським мореплавцем Мартіном Геррітсоном де Фризом, який пережив тут довгий густий туман.
Припливи неправильні, напівдобові, до 1,5 м. Взимку замерзає. Західний і східний береги затоки гористі, північний — низовинний і утворений піщаною косою, що відокремлює Невське озеро від моря.
У затоці розвинене рибальство (кета, горбуша).